# Colmar
Colmar (alzaško Colmer; nemško (med 1871–1918 in 1940–1945) Kolmar) je tretja največja občina v Alzaciji v severovzhodni Franciji. Je sedež prefekture departmaja Haut-Rhin (Zgornji Ren) in okrožja Colmar-Ribeauvillé.
Mesto leži ob alzaški vinski cesti in je "središče alzaškega vina". Znano je po dobro ohranjenem starem mestnem jedru, številnih arhitekturnih znamenitostih in muzejih, med katerimi je muzej Unterlinden z znanim Isenheimskim oltarjem najpomembnejši.

## Zgodovina
Colmar je bil ustanovljen v 9. stoletju in se v besedilih meniha Notkerja Balbulusa iz leta 823 omenja kot Columbarium Fiscum.  V njem je leta 884 karolinški cesar Karel III. Debeli vodil skupščino. Colmarju je cesar Friderik II. leta 1226 dodelil status svobodnega cesarskega mesta. Leta 1354 se je mesto pridružilo zvezi Décapole. Leta 1575 je sprejelo protestantsko reformacijo, precej za severnima sosedoma Strasbourgom in Sélestatom. Med tridesetletno vojno ga je leta 1632 zasedla švedska vojska, ki je tu ostala dve leti. Leta 1548 je Josel  Rosheimski pozval cesarsko sodišče (Reichskammergericht), naj razveljavi prepoved trgovanja judovskim trgovcem.
Mesto so leta 1673 zasedli Francozi pod kraljem Ludvikom XIV. in so se uradno umaknili leta 1679 s pogodbo iz Nijmegna. Leta 1871 je bil Colmar s preostalo Alzacijo priključen novonastalemu nemškemu cesarstvu kot posledica francosko-pruske vojne in vključen v provinco Alzacija - Lorena. Po prvi svetovni vojni je v skladu z versajsko mirovno pogodbo po letu 1919 pripadel Franciji. Leta 1940 je bil vključen v nacistično Nemčijo, nato pa leta 1945 po bitki, imenovani Colmarski žep (francosko poche de Colmar), vrnjen Franciji. Colmar so od leta 1947 upravljale konservativne stranke, Republikansko gibanje (Mouvement Républicain Populaire, MRP) (1947–1977), Zveza za francosko demokracijo (Union pour la Démocratie Française, UDF) (1977–1995) in Zveza za ljudsko gibanje (Union pour un mouvement populaire) od leta 1995. V tem času je imel tri župane.
Colmarjev zaklad, najdba dragocenih predmetov, ki so jih Judje skrili, ko je razsajala črna smrt, je bil odkrit leta 1863. Med njimi je eden redkih ohranjenih judovskih poročnih prstanov s ploščo v obliki majhne stavbe namesto dragocenega kamna v skladu z zahtevo judovskega prava, da so poročni prstani v enem kosu. Poleg tega so med njimi srebrni kovanci, srebrn namizni pribor ter zlat in srebrn nakit, zaponke in 15 srebrnih prstanov. 

## Geografija
Colmar leži 64 km južno – jugozahodno od Strasbourga ob reki Lauch, pritoku reke Ill, ki teče na vzhodu Vogezov in se izliva v Ren.
Leta 2013 je imelo mesto 67.956 prebivalcev,  metropolitansko območje Colmarja pa leta 2009 126.957 . Colmar je središče okrožja Colmar-Ribeauvillé, ki je imelo leta 2013 199.182 prebivalcev. 

### Podnebje
Colmar ima sončno mikroklimo in je eno najbolj sušnih mest v Franciji z letno količino padavin le 607 mm, kar je idealno za alzaško vino. Je glavno mesto alzaške vinske regije.
Tako podnebje je posledica lege mest pod gorami, ki ustavijo oblake z zahoda, veliko vlage se kondenzira ter pade kot padavine nad višje ležečim območjem, zrak se ogreje in posuši, ko doseže Colmar.

## Uprava
Colmar je sedež dveh kantonov:
- Kanton Colmar – jug (del občine Colmar, občina Sainte-Croix-en-Plaine: 42.801 prebivalec),
- Kanton Colmar – sever (del občine Colmar: 24.456 prebivalcev).

Mesto je prav tako sedež okrožja, v katero so poleg omenjenih dveh vključeni še kantoni Andolsheim, Munster, Neuf-Brisach in Wintzenheim s 139.255 prebivalci.

## Znamenitosti
Colmar v glavnem v francoski revoluciji in vojnah v letih 1870–1871, 1914–1918 in 1939–1945 ni bil uničen, zato je območje starega mesta enovito,  zelo znano in priljubljeno med turisti. Območje, ki ga prečkajo kanali reke Lauch (včasih mesarska, strojarska in ribiška četrt), se zdaj imenuje "male Benetke" (la petite Venise).

### Arhitektura
Posvetne in verske arhitekturne znamenitosti Colmarja kažejo osem stoletij germanske in francoske arhitekture in prilagajanje slogovnemu jeziku z lokalnimi običaji in gradbenim materialom (rožnat in rumen vogeški peščenjak ter les).

### Posvetne zgradbe
- Adolphova hiša – 14. stoletje (nemška gotika),
- Koifhus (nekdanja carina) – 1480 (nemška gotika),
- Pfisterjeva hiša – 1537 (nemška renesansa),
- nekdanja stražarnica – 1575 (nemška renesansa),
- Hiša vitezov svetega Ivana (Maison des Chevaliers de Saint-Jean) – 1608 (nemška renesansa),
- Maison des têtes, hiša ima ime po grotesknih maskah, ki krasijo njeno fasado) – 1609 (nemška renesansa),
- Poêle des Laboureurs – 1626 (nemški barok),
- nekdanja bolnišnica (Ancien Hôpital) – 1736–1744 (francoski klasicizem),
- Višje sodišče (tribunal de Grande instance) – 1771 (francoski klasicizem),
- Hôtel de ville – 1790 (francoski klasicizem),
- Cour d'assises – 1840 (francoski neoklasicizem),
- Mestno gledališče (Théâtre municipal) – 1849 (francoski neoklasicizem),
- Trg couvert – 1865 (francoski neobarok), pokrit mestni trg, zgrajen iz kamna, opeke in litega železa, še vedno se uporablja,
- prefektura – 1866 (francoski neobarok),
- vodni stolp – 1886. Najstarejši ohranjeni vodni stolp v Alzaciji, od leta 1984 se ne uporablja,
- postaja SNCF (SNCF – Francoska železniška družba) 1905 (nemški neobarok),
- Pritožbeno sodišče (Cour d'appel) – 1906 (nemški neobarok).

#### Religiozne zgradbe
- cerkev svetega Martina (Église Saint-Martin) – 1234–1365. Največja cerkev v Colmarju in ena največjih v departmaju Zgornji Ren. Ima zgodnje vitraje, več gotskih in renesančnih skulptur in oltar, velike baročne orgle. Kor je obdan z ambulatorijem z vrsto gotskih kapelic, kar je posebna značilnost alzaških cerkva;
- dominikanska cerkev (Église des Dominicains) – 1289–1364, zdaj nedejavna kot cerkev; v njej so mojstrovina slika  Martina Schongauerja Marija v rožni uti (La Vierge au buisson de roses), obarvana steklena okna iz 14. stoletja in baročne korne klopi. Sosednja samostanska stavba je del občinske knjižnice;
- cerkev svetega Mateja (Église Saint-Matthieu) – 13. stoletje, gotska in renesančna obarvana steklena okna in stenske poslikave, lesen in poslikan strop;
- samostan svetega Antona (Couvent des Antonins) – 13. stoletje, nedejavna cerkev in samostanska stavba z bogato okrašenim križnim hodnikom, zdaj je v njem sedež muzeja Unterlinden; njegova največja znamenitost je Isenheimski oltar
- cerkev svete Katarine (Église Sainte-Catherine) – 1371, nedejavna cerkev in samostanska stavba, zdaj sta v njej skupščinska dvorana in festivalsko prizorišče (Salle des Catherinettes);
- kapela svetega Petra (Chapelle Saint-Pierre) – 1742–1750, klasicistična kapela nekdanjega jezuitskega kolegija;
- sinagoga – 1843 (neoklasicizem).

#### Fontane
- fontana admirala Bruata – 1864 (kip je  delo Bartholdija),
- Roesselmannova fontana – 1888 (kip delo Bartholdija),
- Schwendijeva fontana  – 1898 (kip delo Bartholdija).

#### Spomeniki
- spomenik generala Rappa – 1856 (prvič prikazan leta 1855 v Parizu in je prvo večje Bartholdijevo delo),
- Hirnov spomenik – 1894 (Bartholdijevo delo),
- kip Les grands soutiens du monde – 1902 (na dvorišču Bartholdijevega muzeja),
- kip Svobode – replika.

### Muzeji
- Muzej Unterlinden – eden največjih muzejev v Alzaciji. V njem so Isemheimski oltar, velika zbirka srednjeveških, renesančnih in baročnih gornjerenskih slik in kipov, arheološki artefakti, razstava dizajna in mednarodne sodobne umetnosti;
- Bartholdijev muzej – rojstni kraj  Frédérica Augustea Bartholdija prikazuje njegovo življenje in delo s slikami, risbami, družinskimi predmeti in pohištvom, številnimi skulpturami iz mavca, kovine in kamna. Del muzeja je namenjen dediščini lokalne judovske skupnosti;
- Naravoslovni in etnografski muzej (Musée d'histoire naturelle et d'ethnographie) – zoološki in etnografski muzej Colmarja je bil ustanovljen leta 1859. Ima veliko zbirko nagačenih živali in predmetov iz nekdanjih francoskih in nemških kolonij v Afriki in Polineziji, pa tudi zbirko starodavnih egipčanskih predmetov;
- Muzej igrač (Musée du jouet) – mestni muzej igrač, ustanovljen 1993;
- Mestni tehnološki muzej (Musée des usines municipales) – industrijski in tehnološki muzej v nekdanji tovarni, posvečen zgodovini vsakdanje tehnologije.

#### Knjižnica
Mestna knjižnica Colmar (Bibliothèque municipale de Colmar) ima eno najbogatejših zbirk inkunabul v Franciji, več kot 2300.  To je izjemna številka za mesto, ki ni niti glavni sedež univerze, niti kolidža, verjetno je posledica razpustitve lokalnih samostanov, opatij in konventov med francosko revolucijo in poznejših daril zbirk mestu.

## Gospodarstvo
Colmar je bogato mesto, njegova glavna gospodarska moč je v uspešnem turizmu. Je pa tudi sedež več velikih podjetij: Timken (evropski sedež), Liebherr group (francoski sedež), Leitz (francoski sedež), Capsugel Francija (oddelek Pfizerja).
Od leta 1947 je Colmar vsako leto gostitelj največjega letnega komercialnega dogodka in največjega festivala v Alzaciji, alzaškega vinskega sejma (Foire aux vins d'Alsace). 

## Pomembni prebivalci
Pomembni ljudje, rojeni v Colmarju, so:
- Martin Schongauer (1450–1491), slikar in graver,
- Georg Wickram (1502–1562), pesnik in romanopisec,
- Antoine Xavier Natal (1733–1801), korporal med francosko revolucijo,
- Jean-François Rewbell (1747–1807), diplomat in revolucionar,
- Jean Rapp (1771–1821), general,
- Charles Xavier Thomas (1785–1870), izumitelj in podjetnik, najbolj znan po oblikovanju, patentiranju in prvem uspešnem mehanskem kalkulatorju – aritmometru,
- Marie Bigot (1786–1820), glasbenica,
- Armand Joseph Bruat (1796–1855), admiral,
- Georges-Charles de Heeckeren d'Anthes (1812–1895), politik, zmagal v dvoboju z Aleksandrom Puškinom, Puškin je umrl,
- Auguste Nefftzer (3. februar 1820 – 20. avgust 1876), novinar,
- Frédéric Auguste Bartholdi (1834–1904), kipar, oblikoval izvirni Kip svobode,
- Camille Sée, (1847–1919), politik,
- Jean-Baptiste Lemire (1867–1945), skladatelj,
- Jean-Jacques Waltz (1873–1951), risar in karikaturist.

## Pobratena mesta
- Abingdon, Oxfordshire (Združeno kraljestvo),
- Eisenstadt (Avstrija),
- Győr (Madžarska),
- Lucca (Italija),
- Princeton (New Jersey, ZDA),
- Schongau, Bavarska (Nemčija),
- Sint-Niklaas (Belgija).